# Pimpinone oder Die ungleiche Heirat
Pimpinone oder Die ungleiche Heirat (in italiano: Pimpinone, ovvero le nozze infelici) è un intermezzo giocoso per soprano e basso o baritono in tre atti di Georg Philipp Telemann (nel Telemann-Werke-Verzeichnis ordinato come TWV 21:15), su libretto di Johann Philipp Praetorius.

## Origine
La concezione originale come intermezzo buffo per una ripresa dell'opera händeliana Tamerlano consistette nella traduzione in tedesco dei recitativi degli intermezzi comici musicali Pimpinone di Tomaso Albinoni (su libretto di Pietro Pariati) del 1708. I testi delle arie e dei duetti vennero lasciati in italiano, data l'importanza che aveva questo idioma all'epoca come lingua musicale dell'opera, e vennero aggiunti due duetti in tedesco così come due nuove Arie italiane. Da ciò si ottenne il libretto che Telemann avrebbe nuovamente musicato. Nelle rappresentazioni odierne le arie vengono quasi tutte tradotte in tedesco, in modo rendere più comico il lavoro.
Il 31 ottobre 1724 avviene la messa in scena del Pimpinone assieme al Tamerlano al King's Theatre (Londra) (per la Royal Academy of Music (1719)) seguita il 27 settembre 1725 dalla prima al Theater am Gänsemarkt di Amburgo (allora il teatro dell'opera della città tedesca). Il pubblico ne fu entusiasta, tant'è che Pimpinone diventò il maggior successo teatrale di Telemann. Due anni dopo Praetorius e Telemann produssero un seguito sotto il titolo Die Amours der Vespetta oder der Galan in der Kiste (TWV 21:22) (in italiano: Gli Amori di Vespetta, ovvero Il galante in affare); la musica è però andata perduta.
Nel XIX secolo Pimpinone sparì dai palcoscenici e cadde nel dimenticatoio (come dal resto quasi tutti i lavori operistici del periodo barocco), ma fu riscoperto in occasione della rivalutazione della musica di Telemann avvenuta nel XX secolo.

## Trama
Vespetta, una ragazza carina e intelligente, ma di umili origini, si guadagna da vivere lavorando come cameriera e vede finalmente nel matrimonio con Pimpinone, un vecchio, ma benestante borghese, una possibilità per migliorare economicamente le proprie condizioni. Con la sua bellezza e la garanzia di occuparsi dei lavori domestici arriva ben a presto a sedurre il solitario Pimpinone. Egli le chiede la mano e le promette una dote di 5000 talleri. Tuttavia dopo il matrimonio Vespetta mostra la sua vera natura: è capricciosa, esce frequentemente e non assolve più i doveri coniugali. Nel frattempo Pimpinone, pentito del matrimonio, si trova con le mani legate, poiché l'emancipata Vespetta lo minaccia dicendogli che se non tollera più i suoi capricci deve pagarle la dote.

## Struttura dell'opera

### Versione originale con arie in italiano

#### Atto primo
- Aria (Vespetta): Chi mi vuol? Son cameriera
- Recitativo (Vespetta): Ich suche zwar ein Glück
- Aria (Vespetta): Höflich reden, lieblich singen
- Recitativo:(Pimpinone): Doch was kann dieses wohl
- Aria (Pimpinone e Vespetta): Ella mi vuol confondere
- Recitativo (Pimpinone): Was aber denkt ihr nun zu thun
- Duetto (Pimpinone e Vespetta): Nel petto il cor mi giubila

#### Atto secondo
- Recitativo (Pimpinone): Vespetta. Willst Du von mir
- Andante e arioso (Vespetta): Nei brevi momenti
- Recitativo (Pimpinone): Schweig, schweig
- Aria (Pimpinone): Guarda guarda un poco
- Recitativo (Vespetta): Er schweige nur
- Aria (Vespetta): Io non sono una di quelle
- Recitativo (Pimpinone): So geht es gut
- Duetto (Pimpinone e Vespetta): Stendi, stendi!

#### Atto terzo
- Recitativo (Vespetta): Ich will dahin
- Aria (Pimpinone): So quel che si dice
- Recitativo (Pimpinone): Für dieses Mal sey ihr
- Aria (Vespetta): Voglio far come fan l'altre
- Recitativo (Pimpinone): Wie aber wenn ich's auch so
- Duetto (Pimpinone e Vespetta): Vespa aguzza, diavolaccio!
- Recitativo (Vespetta): Du eigensinn'ger Esel
- Duetto (Vespetta e Pimpinone): D’ora in poi hai da tacer

### Versione completamente in tedesco

#### Atto primo
- Aria: Wer will mich? Bin Kammermädchen
- Recitativo: Ich suche zwar ein Glück
- Aria: Höflich reden, lieblich singen
- Recitativo: Doch was kann dieses wohl für Lust erwecken?
- Aria: Wie sie mich ganz verwirren kann
- Recitativo: Was aber denkt ihr nun zu tun
- Duetto: Mein Herz erfreut sich in der Brust

#### Atto secondo
- Recitativo: Vespetta, willst du von mit gehen?
- Andante e arioso: Hab' ich in dem Dienste
- Recitativo: Schweig, schweig, du hast ja alles recht gemacht
- Aria: Sieh doch nur das Feuer
- Recitativo: Er schweige nur!
- Aria: Ich bin nicht häßlich geboren
- Recitativo: So geht es gut!
- Duetto: Reich die Hand mir, o welche Freude!

#### Atto terzo
- Recitativo: Ich will dahin, wohin es mir beliebet, gehn
- Aria: Ich weiß wie man redet
- Recitativo: Für dieses Mal sei ihr der Ausgang unbenommen
- Aria: Wie die andern will ich's machen
- Recitativo: Wie aber, wenn ich's auch so machen wollte?
- Duetto: Wilde Hummel, böser Engel!
- Recitativo: Du eigensinn'ger Esel, schau!
- Duetto: Schweig hinkünftig alb'rer Tropf!

## Altro
La storia dell'uomo vecchio e ricco che si fa ingannare e alla fine imbrogliare dalla giovane donna era uno dei principali materiali trattati nell'ambito teatrale. Varianti di questo tema sono ad esempio La serva padrona di Pergolesi, Don Pasquale di Donizetti e Die schweigsame Frau di Richard Strauss.